# Australoeuops victoriensis
Australoeuops victoriensis là một loài bọ cánh cứng trong họ Attelabidae. Loài này được Blackburn miêu tả khoa học năm 1894.